# Copa América 2015 (calcio a 5)
La Copa América de Futsal 2015 è stata la 11º edizione del torneo, la cui fase finale si è disputata dal 23 al 30 agosto 2015 presso il Complejo Deportivo La California di Portoviejo, in Ecuador.

## Formula
Le nove selezioni partecipanti sono state distribuite in due gironi all'italiana formati rispettivamente da quattro e cinque squadre. Le selezioni classificatesi nelle prime due posizioni accedono alla fase successiva ad eliminazione diretta: la prima del girone A affronterà la seconda classificata del girone B e vice versa. Le terze classificate si affronteranno nella finale 5º posto e le quarte per il 7°.

## Fase a gironi

### Gruppo A
| Squadra   | Pti | G | V | N | P | GF | GS | DR  |
| --------- | --- | - | - | - | - | -- | -- | --- |
| Paraguay  | 10  | 4 | 3 | 1 | 0 | 20 | 7  | +13 |
| Argentina | 7   | 4 | 2 | 1 | 1 | 14 | 8  | +14 |
| Cile      | 4   | 4 | 1 | 1 | 2 | 10 | 13 | -3  |
| Perù      | 4   | 4 | 1 | 1 | 2 | 7  | 13 | -6  |
| Ecuador   | 2   | 4 | 0 | 2 | 2 | 5  | 15 | -10 |

| Portoviejo 23 agosto 2015, ore 18:00 (UTC-5) | Paraguay | 5 – 1 | Perù | Complejo Deportivo La California |

| Portoviejo 23 agosto 2015, ore 20:00 (UTC-5) | Ecuador | 2 – 2 | Cile | Complejo Deportivo La California |

| Portoviejo 24 agosto 2015, ore 17:00 (UTC-5) | Argentina | 4 – 1 | Cile | Complejo Deportivo La California |

| Portoviejo 24 agosto 2015, ore 19:00 (UTC-5) | Ecuador | 1 – 1 | Perù | Complejo Deportivo La California |

| Portoviejo 25 agosto 2015, ore 15:00 (UTC-5) | Cile | 5 – 2 | Perù | Complejo Deportivo La California |

| Portoviejo 25 agosto 2015, ore 19:00 (UTC-5) | Argentina | 3 – 3 | Paraguay | Complejo Deportivo La California |

| Portoviejo 26 agosto 2015, ore 18:00 (UTC-5) | Argentina | 2 – 3 | Perù | Complejo Deportivo La California |

| Portoviejo 26 agosto 2015, ore 20:00 (UTC-5) | Ecuador | 1 – 7 | Paraguay | Complejo Deportivo La California |

| Portoviejo 27 agosto 2015, ore 17:00 (UTC-5) | Paraguay | 5 – 2 | Cile | Complejo Deportivo La California |

| Portoviejo 27 agosto 2015, ore 21:00 (UTC-5) | Ecuador | 1 – 5 | Argentina | Complejo Deportivo La California |

### Gruppo B
| Squadra   | Pti | G | V | N | P | GF | GS | DR |
| --------- | --- | - | - | - | - | -- | -- | -- |
| Brasile   | 9   | 3 | 3 | 0 | 0 | 11 | 2  | +9 |
| Colombia  | 6   | 3 | 2 | 0 | 1 | 5  | 4  | +1 |
| Uruguay   | 1   | 3 | 0 | 1 | 2 | 5  | 9  | -4 |
| Venezuela | 1   | 3 | 0 | 1 | 2 | 3  | 9  | -6 |

| Portoviejo 24 agosto 2015, ore 15:00 (UTC-5) | Colombia | 2 – 0 | Venezuela | Complejo Deportivo La California |

| Portoviejo 24 agosto 2015, ore 19:00 (UTC-5) | Brasile | 4 – 1 | Uruguay | Complejo Deportivo La California |

| Portoviejo 25 agosto 2015, ore 17:00 (UTC-5) | Uruguay | 2 – 2 | Venezuela | Complejo Deportivo La California |

| Portoviejo 25 agosto 2015, ore 21:00 (UTC-5) | Brasile | 2 – 0 | Colombia | Complejo Deportivo La California |

| Portoviejo 27 agosto 2015, ore 15:00 (UTC-5) | Colombia | 3 – 2 | Uruguay | Complejo Deportivo La California |

| Portoviejo 27 agosto 2015, ore 19:00 (UTC-5) | Brasile | 5 – 1 | Venezuela | Complejo Deportivo La California |

## Fase a eliminazione diretta
|  | Semifinali      | Semifinali      | Semifinali |           |          | Finale          | Finale          | Finale          |  |
|  |                 |                 |            |           |          |                 |                 |                 |  |
|  | Paraguay        | Paraguay        | 3          |           |          |                 |                 |                 |  |
|  | Paraguay        | Paraguay        | 3          |           |          |                 |                 |                 |  |
|  | Colombia        | Colombia        | 1          |           |          |                 |                 |                 |  |
|  | Colombia        | Colombia        | 1          |           | Paraguay | Paraguay        | 1               |                 |  |
|  |                 |                 |            |           | Paraguay | Paraguay        | 1               |                 |  |
|  |                 |                 | Argentina  | Argentina | 4        |                 |                 |                 |  |
|  | Brasile         | Brasile         | Argentina  | Argentina | 4        | 2 (2)           |                 |                 |  |
|  | Brasile         | Brasile         |            |           |          | 2 (2)           |                 |                 |  |
|  | Argentina (dcr) | Argentina (dcr) | 2 (3)      |           |          | Finale 3º posto | Finale 3º posto | Finale 3º posto |  |
|  | Argentina (dcr) | Argentina (dcr) | 2 (3)      |           |          |                 |                 |                 |  |
|  |                 |                 |            |           |          |                 |                 |                 |  |
|  |                 |                 |            |           |          | Colombia        | Colombia        | 1               |  |
|  |                 |                 |            |           |          | Colombia        | Colombia        | 1               |  |
|  |                 |                 |            |           |          | Brasile         | Brasile         | 5               |  |

### Finale 7º posto
| Portoviejo 29 agosto 2015, ore 15:00 (UTC-5) | Perù | 2 – 7 | Venezuela | Complejo Deportivo La California |

### Finale 5º posto
| Portoviejo 29 agosto 2015, ore 17:00 (UTC-5) | Uruguay | 0 – 2 | Cile | Complejo Deportivo La California |

### Semifinali
| Portoviejo 29 agosto 2015, ore 19:00 (UTC-5) | Paraguay | 3 – 1 | Colombia | Complejo Deportivo La California |

| Portoviejo 29 agosto 2015, ore 21:00 (UTC-5) | Brasile              | 2 – 2 (d.t.s.) | Argentina | Complejo Deportivo La California |
| \| \| \| \| \| \| Tiri di rigore 2 – 3 \| \| |                      |                |           |                                  |
|                                              |                      |                |           |                                  |
|                                              | Tiri di rigore 2 – 3 |                |           |                                  |

### Finale 3º posto
| Portoviejo 30 agosto 2015, ore 15:00 (UTC-5) | Colombia | 1 – 5 | Brasile | Complejo Deportivo La California |

### Finale
| Portoviejo 30 agosto 2015, ore 17:30 (UTC-5) | Paraguay | 1 – 4 | Argentina | Complejo Deportivo La California |

## Campione
ARGENTINA
(2º titolo)